# Mauricio Lima Barreto
Maurício Lima Barreto (Itapicuru, Bahia, 29 de maio de 1954) é um médico sanitarista e pesquisador brasileiro. Sua formação acadêmica inclui graduação em Medicina (1977) e mestrado em Saúde Coletiva (1982), ambos pela Universidade Federal da Bahia (UFBA), além de um doutorado em Epidemiologia pela London School of Hygiene and Tropical Medicine da Universidade de Londres (1987).

## Carreira acadêmica
Na UFBA, Barreto atuou como professor titular de Epidemiologia entre 1980 e 2013, ano de sua aposentadoria da instituição. Durante esse período, integrou o movimento pela Reforma Sanitária no Brasil e participou da criação, em 1994, do Instituto de Saúde Coletiva (ISC-UFBA), que teve importante papel no desenvolvimento da Saúde Coletiva no país. Em 2019, recebeu o título de professor emérito da UFBA.
Em 2014, ingressou como pesquisador sênior na Fundação Oswaldo Cruz, através do Instituto Gonçalo Moniz (Fiocruz-Bahia), localizado em Salvador. Em 2016, fundou o Centro para Integração de Dados e Conhecimentos para Saúde (Cidacs) e foi seu coordenador até 2024. Este Centro da Fiocruz-Bahia se dedica ao trabalho com grandes bases de dados, visando a produção de novos conhecimentos e evidências científicas para subsidiar a tomada de decisões em políticas públicas e em benefício da população.
Sua vasta produção acadêmica é evidenciada por centenas de publicações científicas e pela orientação de dezenas de monografias, dissertações de mestrado e teses de doutorado. Além disso, contribuiu significativamente para a disseminação do conhecimento científico como membro do comitê editorial de periódicos importantes, como o The Lancet e a Revista Brasileira de Epidemiologia.
Colaborou também com diversas entidades de fomento à pesquisa, como a Coordenação de Aperfeiçoamento de Pessoal de Nível Superior (Capes) e o Conselho Nacional de Desenvolvimento Científico e Tecnológico (CNPq). Ocupou cargos na Organização Mundial da Saúde (OMS) e no Ministério da Saúde, onde foi membro do Programa Nacional de Controle da Tuberculose. Foi vice-presidente da Associação Brasileira de Saúde Coletiva (2006-2009).

## Prêmios e homenagens
Em reconhecimento à sua trajetória e contribuições, recebeu diversos prêmios e homenagens. Destacam-se as Comendas da Ordem do Mérito Médico (2010) e da Ordem Nacional do Mérito Científico (2023), outorgadas pela Presidência da República do Brasil, o Prêmio Roberto Santos de Mérito Científico (2015), concedido pela Fundação de Amparo à Pesquisa do Estado da Bahia, e a Comenda Dois de Julho (2017), atribuída pela Assembleia Legislativa do Estado da Bahia. É membro titular da Academia Brasileira de Ciências (2003) e fundador da Academia de Ciências da Bahia (2011). Em 2013, foi eleito membro da Academia Mundial de Ciências (The World Academy of Sciences).

## Obra
Livros
- ALMEIDA-FILHO, N.; BARRETO, M. L. Epidemiologia & saúde: fundamentos, métodos e aplicações. 1.ed. Rio de Janeiro: Editora Guanabara Koogan, 2011. 699 p.
- ASSIS, A. M. O.; BARRETO, M. L.; et al. Condições de vida, saúde e nutrição da infância em Salvador. Salvador: Editora UFBA, 2000. 163 p.